# La Chapelle-Monthodon
Pour les articles homonymes, voir La Chapelle.
La Chapelle-Monthodon est une commune déléguée de Vallées en Champagne et une ancienne commune française située dans le département de l'Aisne en région Hauts-de-France.
Les noms des habitants de La Chapelle-Monthodon sont les « Odoniens » et les « Odoniennes ».
L'ancienne commune, à la suite d'une décision du conseil municipal et par arrêté préfectoral du 23 novembre 2015, est devenue une commune déléguée de la nouvelle commune des Vallées en Champagne, depuis le 1er janvier 2016.

## Géographie

### Localisation
La Chapelle-Monthodon est située au sud-est du département de l'Aisne, à vol d'oiseau à 60,6 km au sud de la préfecture de Laon, et à 17,3 km à l'est de la sous-préfecture de Château-Thierry. Elle se trouve à 4,4 km de Baulne-en-Brie, chef-lieu de la commune de Vallées-en-Champagne.

### Communes limitrophes
Avant la création de la commune nouvelle de Vallées-en-Champagne, le 1er janvier 2016, La Chapelle-Monthodon était limitrophe du département de la Marne et de 6 communes, Saint-Agnan (3 km), Courthiézy (4,2 km), Baulne-en-Brie (4,2 km), Le Breuil (5,3 km), Dormans (5,6 km) et Igny-Comblizy (5,7 km).
| Courthiézy (Marne) | Dormans (Marne)                                              |                       |
| Saint-Agnan        | La Chapelle-Monthodon (Cne deléguée de Vallées en Champagne) | Igny-Comblizy (Marne) |
| Baulne-en-Brie     |                                                              | Le Breuil (Marne)     |

### Géologie et relief
La commune déléguée se trouve dans la vallée du Saconnay et est bordée par le bois du Breuil.

### Hameaux et écarts
À la commune déléguée de La Chapelle-Monthodon sont rattachés les hameaux de Montleson, Chézy, les Piots, les Pozards, Monthodon.

## Toponymie
Anciennement, la commune eut pour nom latin « Capella ad montem Odonis », littéralement « la Chapelle au Mont Odon ».
Durant la Révolution, la commune porte le nom de Monthodon.

## Histoire
Le dernier seigneur fut le duc de Bouillon.

## Politique et administration

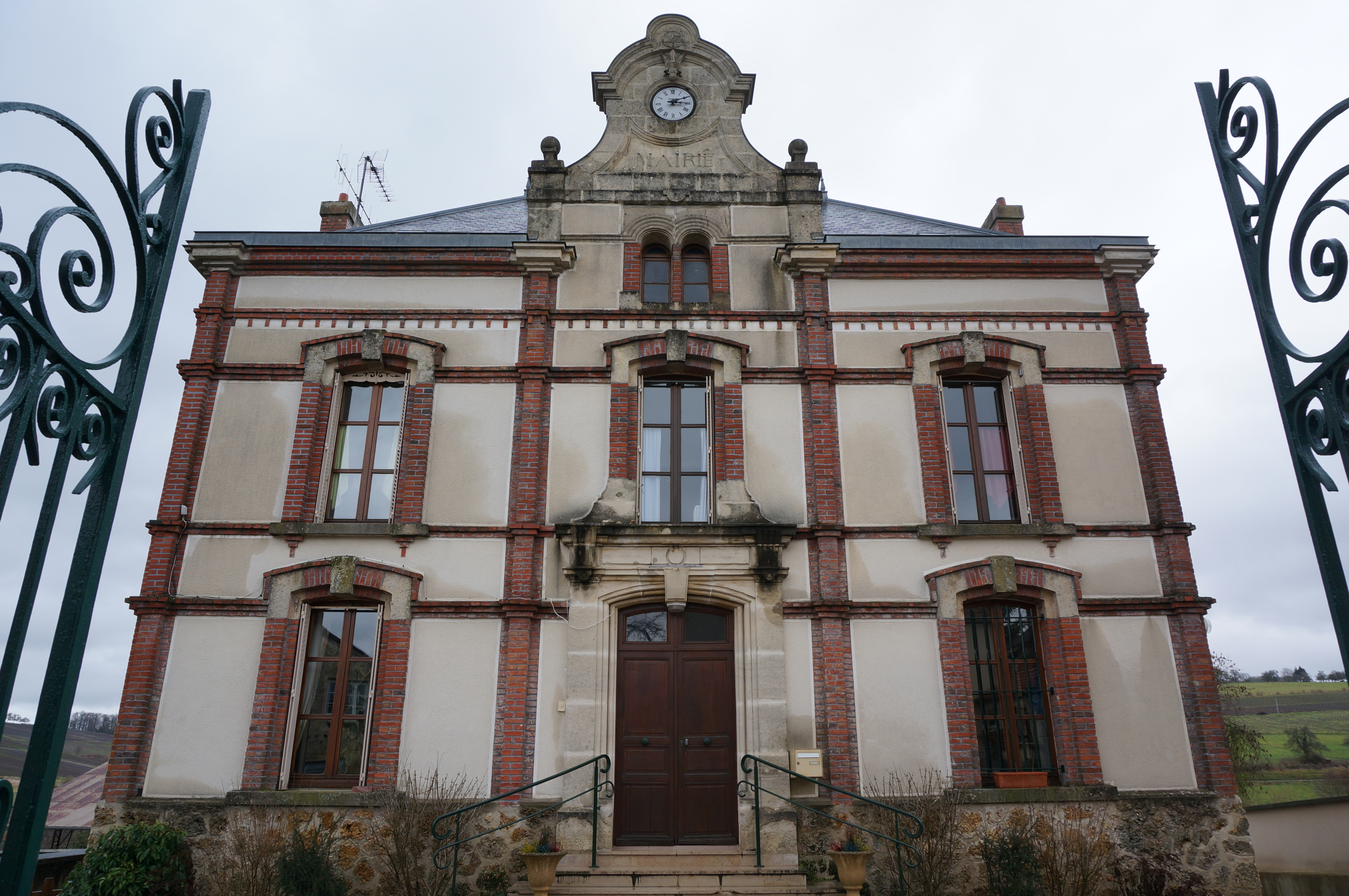
La mairie.

| Période                                  | Période       | Identité          | Étiquette | Qualité       |
| ---------------------------------------- | ------------- | ----------------- | --------- | ------------- |
| Les données manquantes sont à compléter. |               |                   |           |               |
| 1987                                     | mars 2001     | Raymond Moreau    |           | Artisan-maçon |
| mars 2001                                | 2014          | Bernard Picart    |           |               |
| 2014                                     | 2015          | Thierry Fallet    | SE        | Fonctionnaire |
| 2015                                     | décembre 2015 | Jacqueline Picart |           |               |

| Période      | Période                       | Identité          | Étiquette | Qualité     |
| ------------ | ----------------------------- | ----------------- | --------- | ----------- |
| janvier 2016 | juillet 2020                  | Jacqueline Picart |           |             |
| juillet 2020 | En cours (au 24 octobre 2021) | Jean-Yves Roulot  |           | Viticulteur |

## Démographie
L'évolution du nombre d'habitants est connue à travers les recensements de la population effectués dans la commune depuis 1793. Pour les communes de moins de 10 000 habitants, une enquête de recensement portant sur toute la population est réalisée tous les cinq ans, les populations de référence des années intermédiaires étant quant à elles estimées par interpolation ou extrapolation. Pour la commune, le premier recensement exhaustif entrant dans le cadre du nouveau dispositif a été réalisé en 2005.

En 2022, la commune comptait 202 habitants, en évolution de +0,5 % par rapport à 2016 (Aisne : −1,97 %, France hors Mayotte : +2,11 %).
| 1793 | 1800 | 1806 | 1821 | 1831 | 1836 | 1841 | 1846 | 1851 |
| ---- | ---- | ---- | ---- | ---- | ---- | ---- | ---- | ---- |
| 318  | 365  | 383  | 396  | 436  | 464  | 444  | 480  | 460  |

| 1856 | 1861 | 1866 | 1872 | 1876 | 1881 | 1886 | 1891 | 1896 |
| ---- | ---- | ---- | ---- | ---- | ---- | ---- | ---- | ---- |
| 472  | 453  | 398  | 388  | 377  | 406  | 385  | 386  | 372  |

| 1901 | 1906 | 1911 | 1921 | 1926 | 1931 | 1936 | 1946 | 1954 |
| ---- | ---- | ---- | ---- | ---- | ---- | ---- | ---- | ---- |
| 353  | 369  | 364  | 260  | 285  | 254  | 270  | 216  | 200  |

| 1962 | 1968 | 1975 | 1982 | 1990 | 1999 | 2005 | 2006 | 2010 |
| ---- | ---- | ---- | ---- | ---- | ---- | ---- | ---- | ---- |
| 193  | 178  | 148  | 167  | 173  | 209  | 188  | 183  | 189  |

| 2015 | 2020 | 2022 | - | - | - | - | - | - |
| ---- | ---- | ---- | - | - | - | - | - | - |
| 199  | 203  | 202  | - | - | - | - | - | - |

## Culture locale et patrimoine

### Lieux et monuments

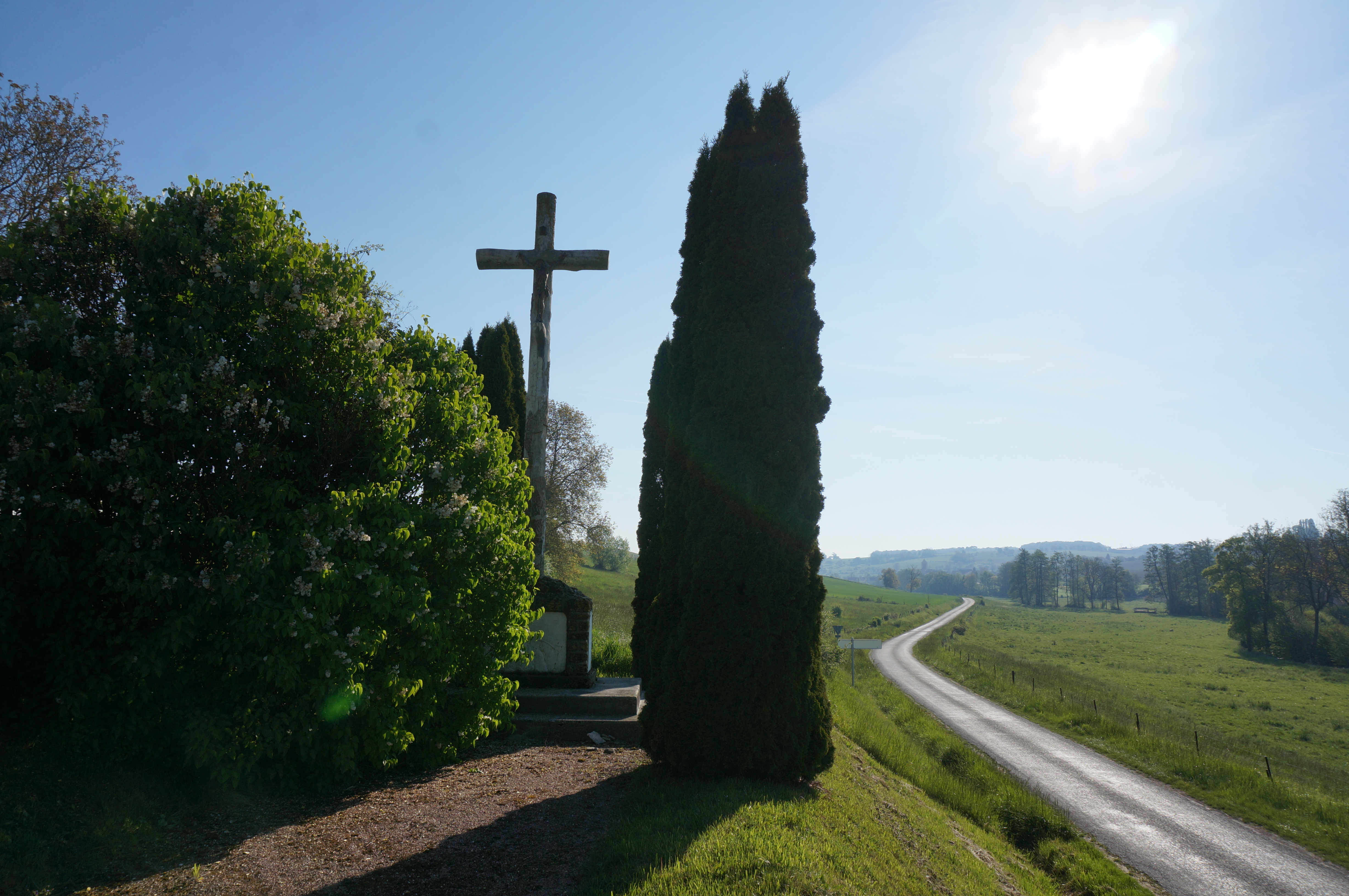
Monument De La Verdure en mémoire de la Seconde bataille de la Marne.

L'église de la Nativité-de-la-Sainte-Vierge fondée au XIIIe siècle a été classé monument historique en 1920, notamment grâce au carrelage de sa nef en terre émaillée.
Dans le lavoir qui est situé à droite de l'église, sur la place du village, une sculpture en bronze représente une illustration de la fable le Coq et le Renard. Il existe 3 autres lavoirs.

### Événements
Une nouvelle manifestation « Le Tout Petit Festival d'Agri(cultures) » a vu le jour le 20 novembre 2016. Ce festival consacré à la littérature et aux arts est bisannuel.

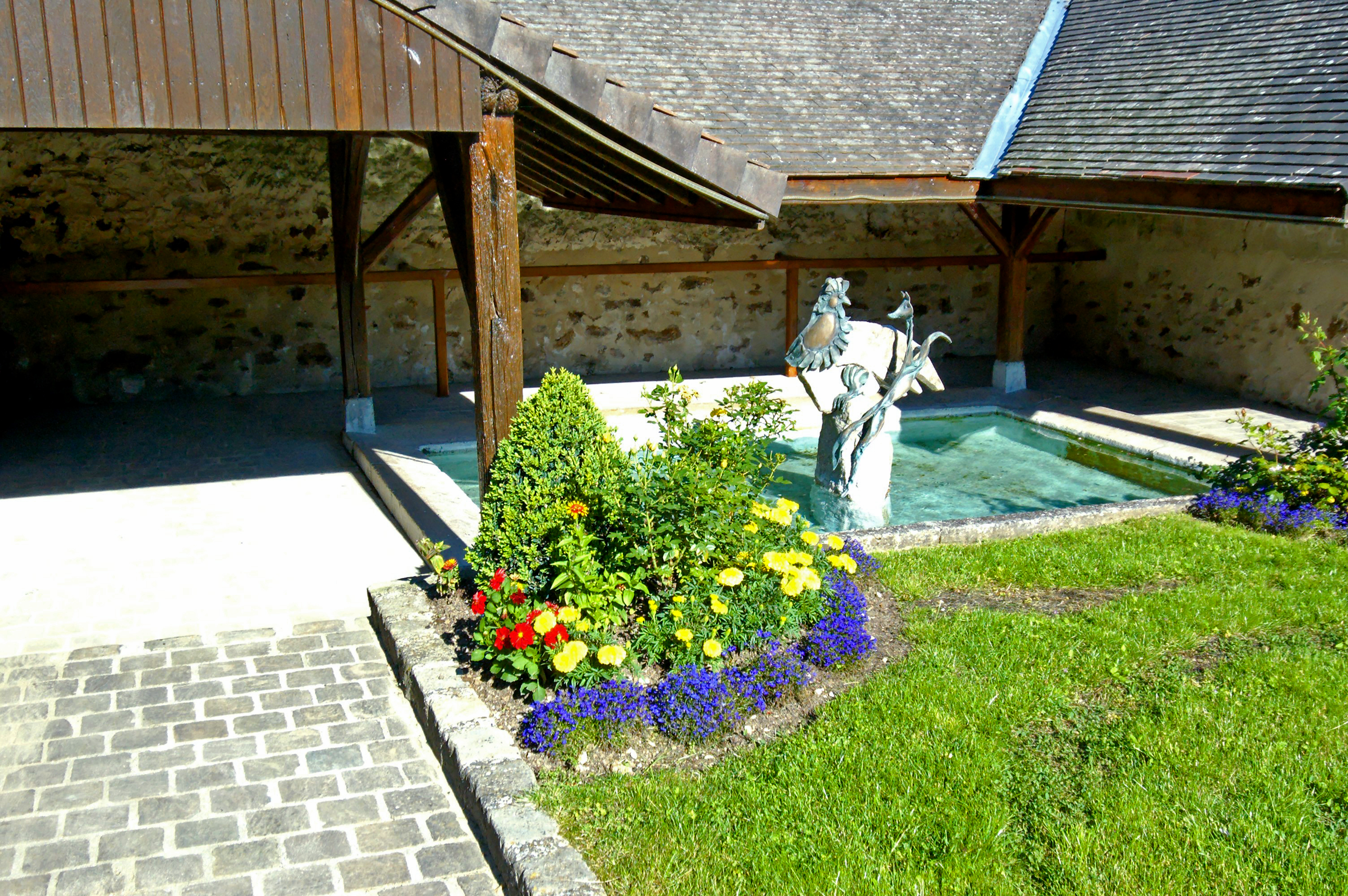
Lavoir de la Chapelle-Monthodon.

### Personnalités liées à la commune
- Duc de Bouillon.